# 윌리엄 펜 닉슨
윌리엄 티모시 펜 닉슨(William Timothy Penn Nixon, 1832년 1월 23일 ~ 1912년 2월 20일)은 미국의 출판업사 대표를 지낸 전력이 있는 행정관료 겸 정치인이다.

## 주요 경력

### 주요 이력
출판업 대표를 5년간 지내다가 그만두고 1863년 행정정치 분야에 입접한 그는 에이브러햄 링컨 대통령과 앤드루 존슨 대통령과 율리시스 그랜트 대통령 시절에 미국 지방자치행정실무부 영수로 이름을 날렸다.

### 학력
- 1855년 미국 얼햄 대학교 철학과 학사
- 1858년 미국 펜실베이니아 대학교 대학원 철학 석사